# آلتا
آلتا (انگلیسی: Alta) شرکت موتورسیکلت‌سازی یونانی است، که در سال ۱۹۶۲ تأسیس شد.